# Sanghaji metró
A sanghaji metró 19 vonallal üzemel, 637 kilométeres hálózattal, amivel a világ leghosszabb metróhálózata lett, átvéve a címet a szöuli metrótól. Az 1993. május 28-án megnyitott hálózatot 2020-ig 887 kilométer hosszúra akarják fejleszteni. Ekkor a tervek szerint már 22 vonal lesz.

## Használhatóság
Az utastájékoztatás magas színvonalú, elektronikus információs táblák és irányjelző felfestések segítenek tájékozódni (a kínai mellett angolul is mindenhol), a mozgáskorlátozottak utazását pedig több helyen is tágas liftek beépítésével segítik. Az állomásokon jegyváltó automatákból lehet a jegyeket megvásárolni. A peronokra jegyellenőrző kapukon keresztül lehet lejutni.
A megállókban automatikusan megnyíló kerítés vagy üvegfal választja el a síneket az állomás területétől. A légtér és a metrókocsik légkondicionáltak. Minden állomás stílusában különbözik egymástól, a fontosabb állomások falfestményei a sanghaji kultúra művészeti értekeit mutatják be vagy a megálló környékének szépségéről nyújtanak ízelítőt.

## Technikai leírás
A metrószerelvények 6-8 kocsiból állnak. Átlagos befogadóképességük kocsinként 310 fő. A szerelvények teljes hosszúságukban átjárhatóak, klimatizáltak. A tápfeszültség 1500 V egyenáram. Legnagyobb sebesség 80 km/h. A terep adottságától függően a vonal mély- és külszínvezetésű. A vontatási energia ellátás az alagútban és a külszínen egyaránt felsővezeték rendszerről történik.
A 2010-es sanghaji világkiállításra a város tömegközlekedését (a jelenlegi 13%-ról) 35-40%-ban a 420 km-re bővített metró bonyolította le. Ez azt jelenti, hogy 2010-ig évente 50 km(!) metróvonalat helyeztek üzembe, rendkívül kedvezőtlen talajviszonyok között.
A metróvonalak jelzőrendszere, az Automatikus Vonatellenőrző Rendszer (ATC), kombinálva az Automatikus Vonatvédő Rendszerrel (ATP), az Automatikus Vonatüzemelő Rendszerrel (ATO), és az Automatikus Vonatirányító és Ellenőrző Rendszerrel (ATS) – valósítja meg a teljes automatikus üzemeltetést.
A telekommunikációs hálózat – az optikai kábeleken történő továbbítást, a programellenőrzést, a telefonhálózatot és a zártláncú ipari tévét tartalmazza.

## Járművek
- 60 Bombardier Movia 456, 6 kocsi/szerelvény - 1. és 5. vonal
- 37 German Shanghai Metro Group (GSMG) 6 kocsi/szerelvény - 1. és 2. vonal
- 28 Alstom Megapolis, 6 kocsi/szerelvény - 3. vonal
- 168 Alstom Metropolis, 19 db 8 kocsis szerelvény
- 152 Alstom Metropolis, 18 db 8 kocsis szerelvény

A sanghaji metró fejlődése az évek során

Sanghaji metróhálózat 2018-ban

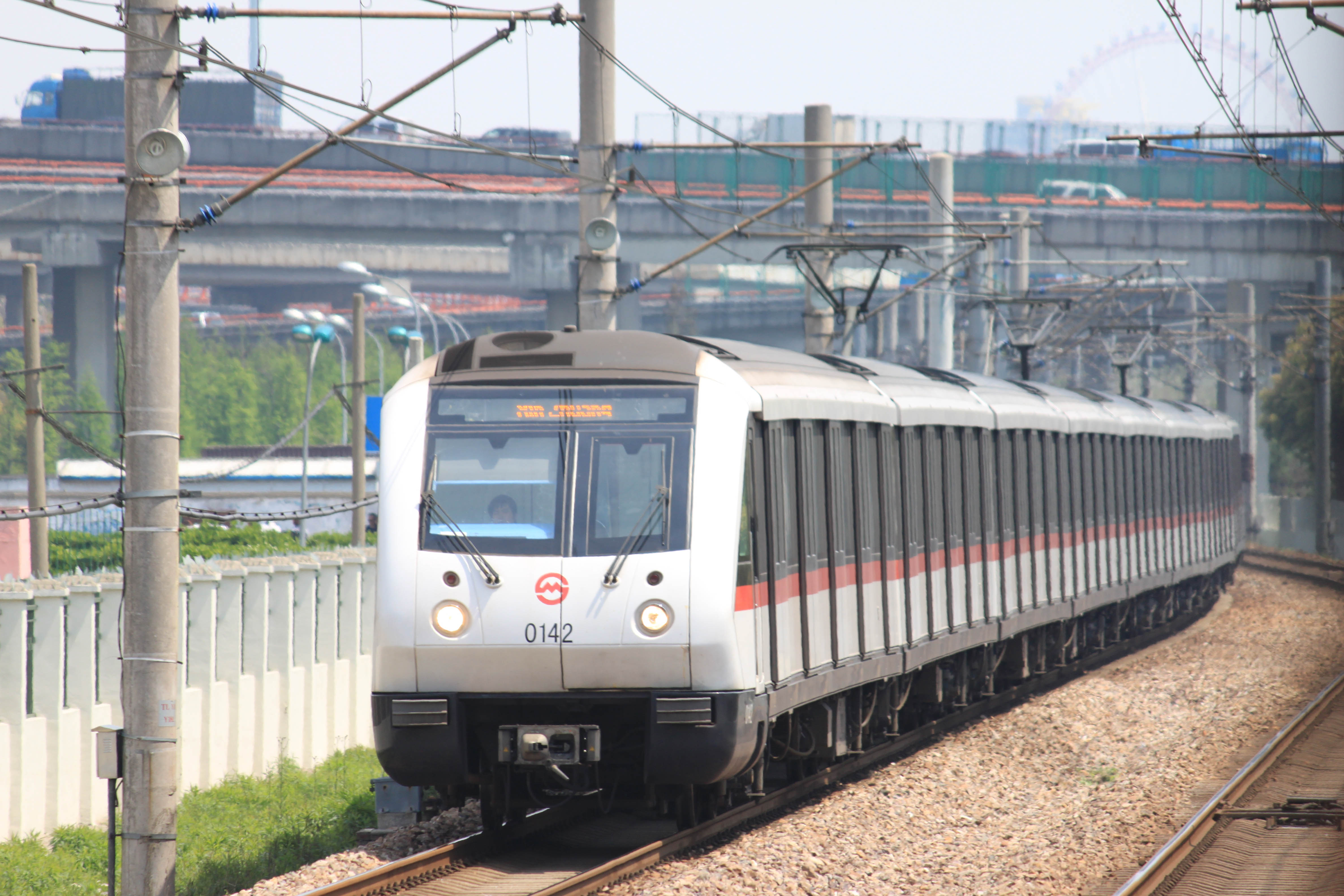
1. vonal
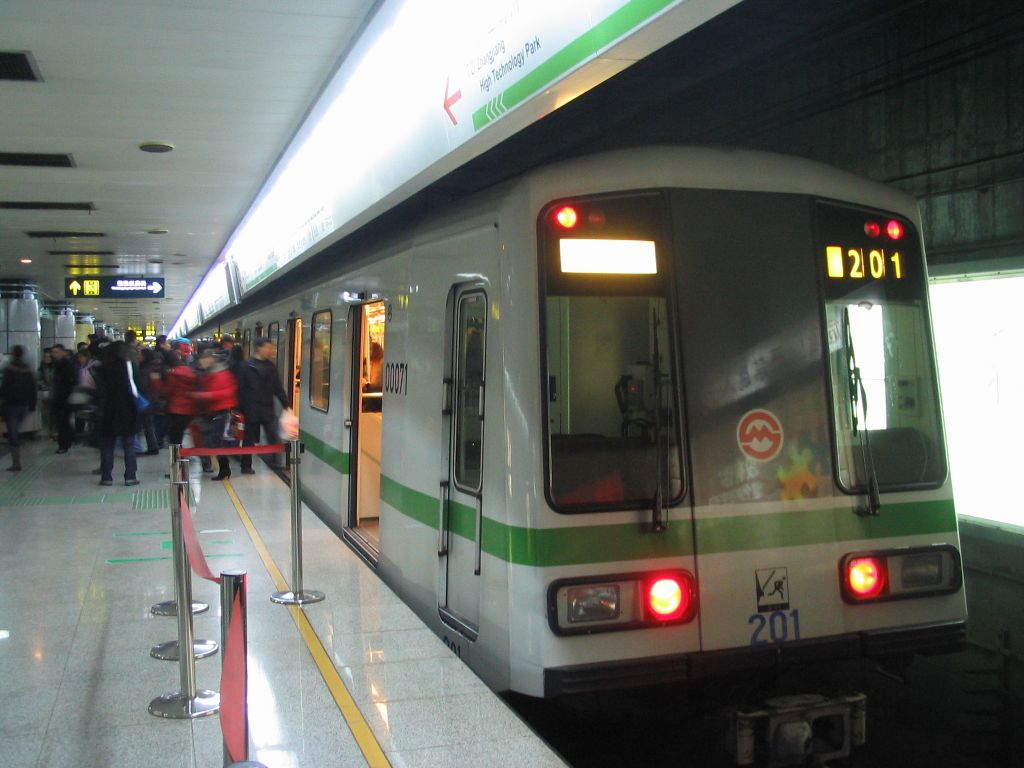
2. vonal
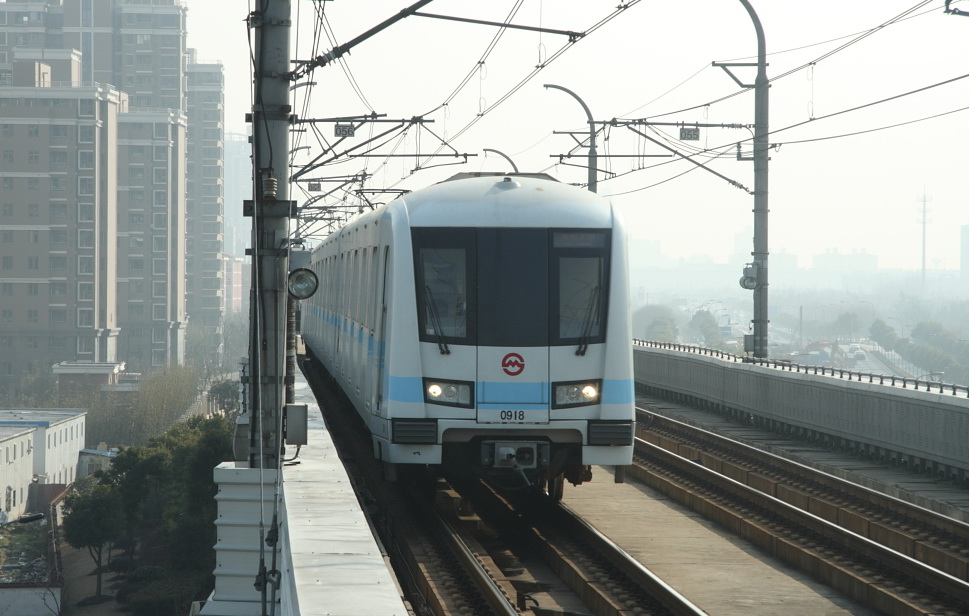
9. vonal
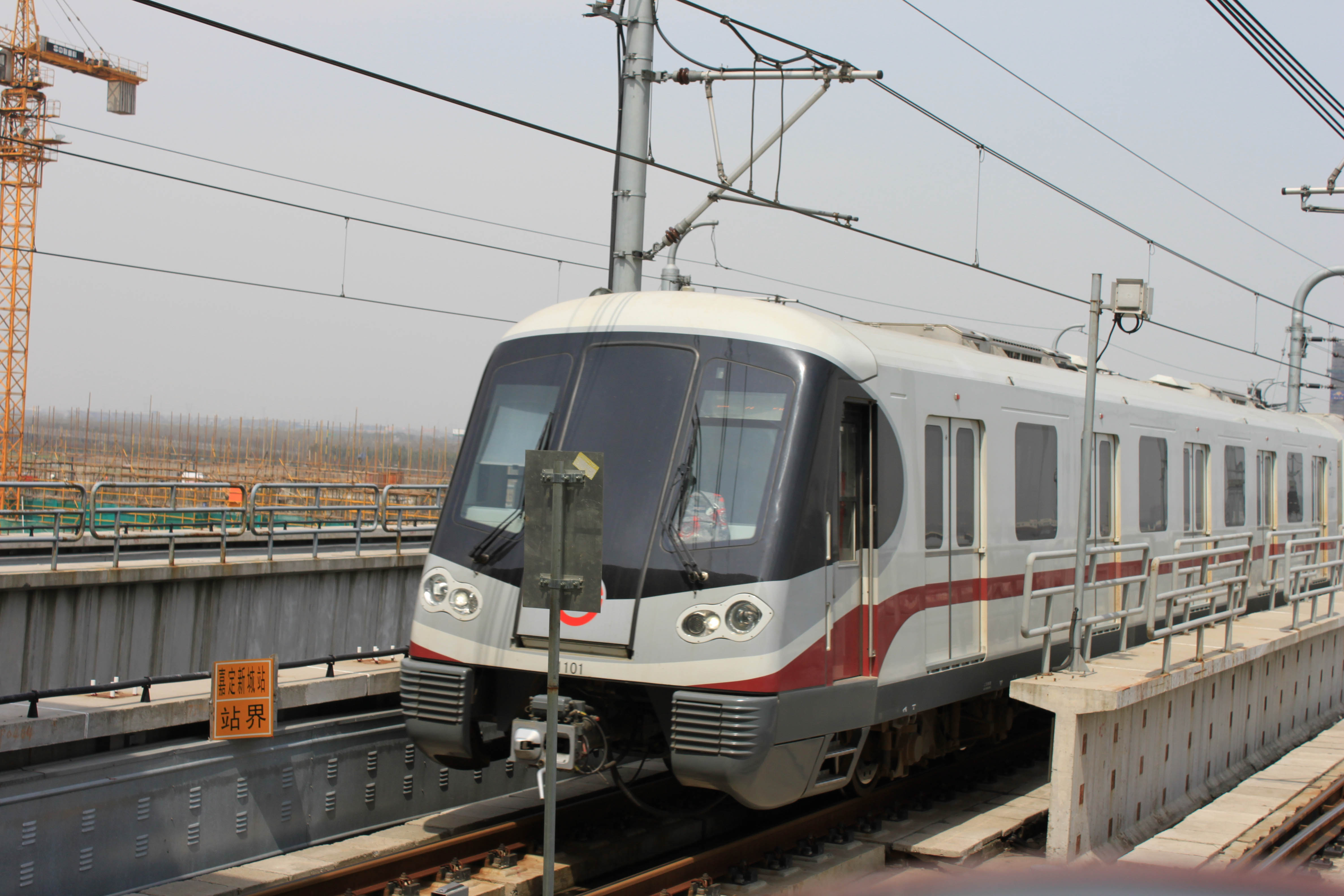
11. vonal
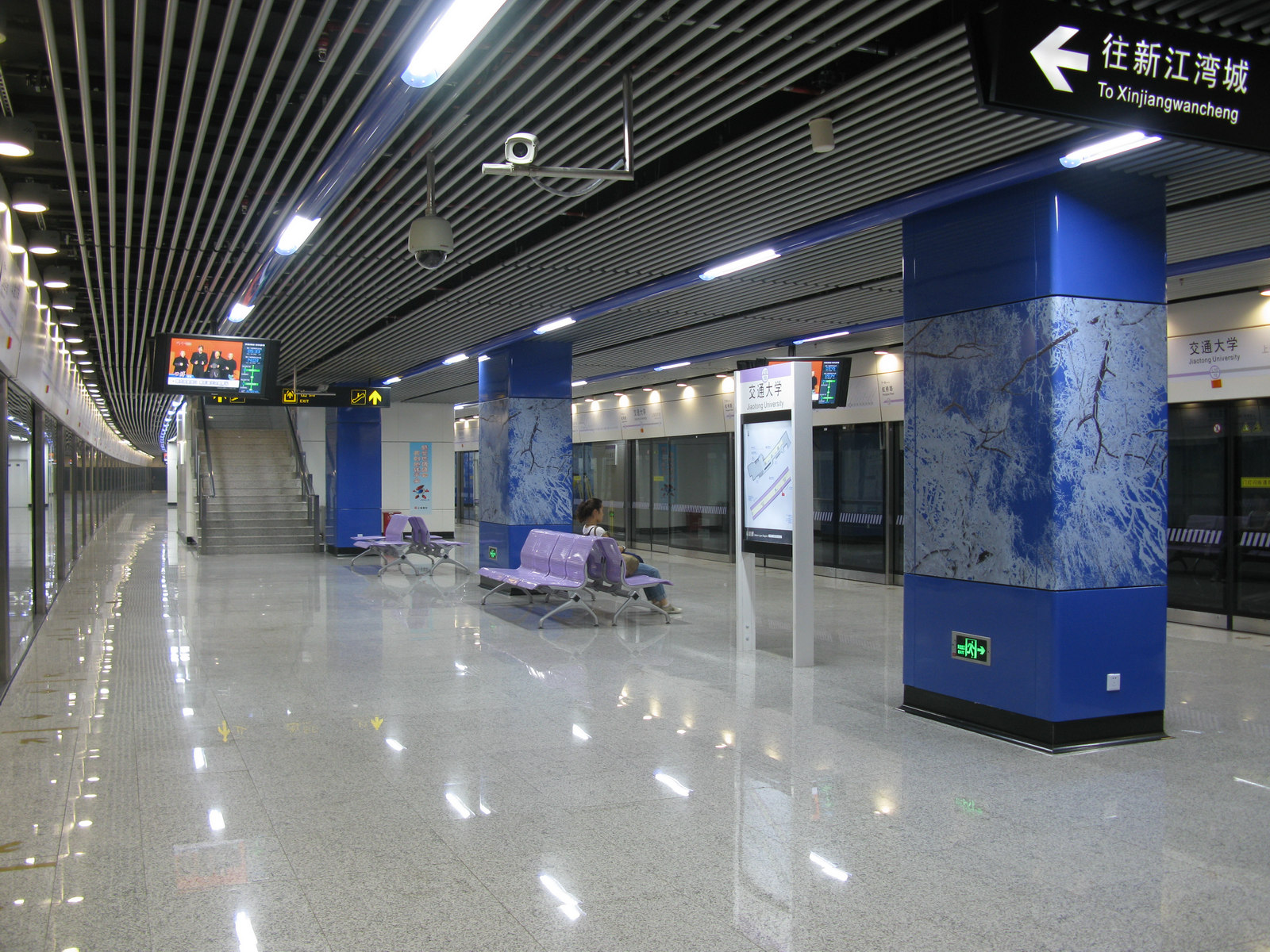
Jiaotong University megálló
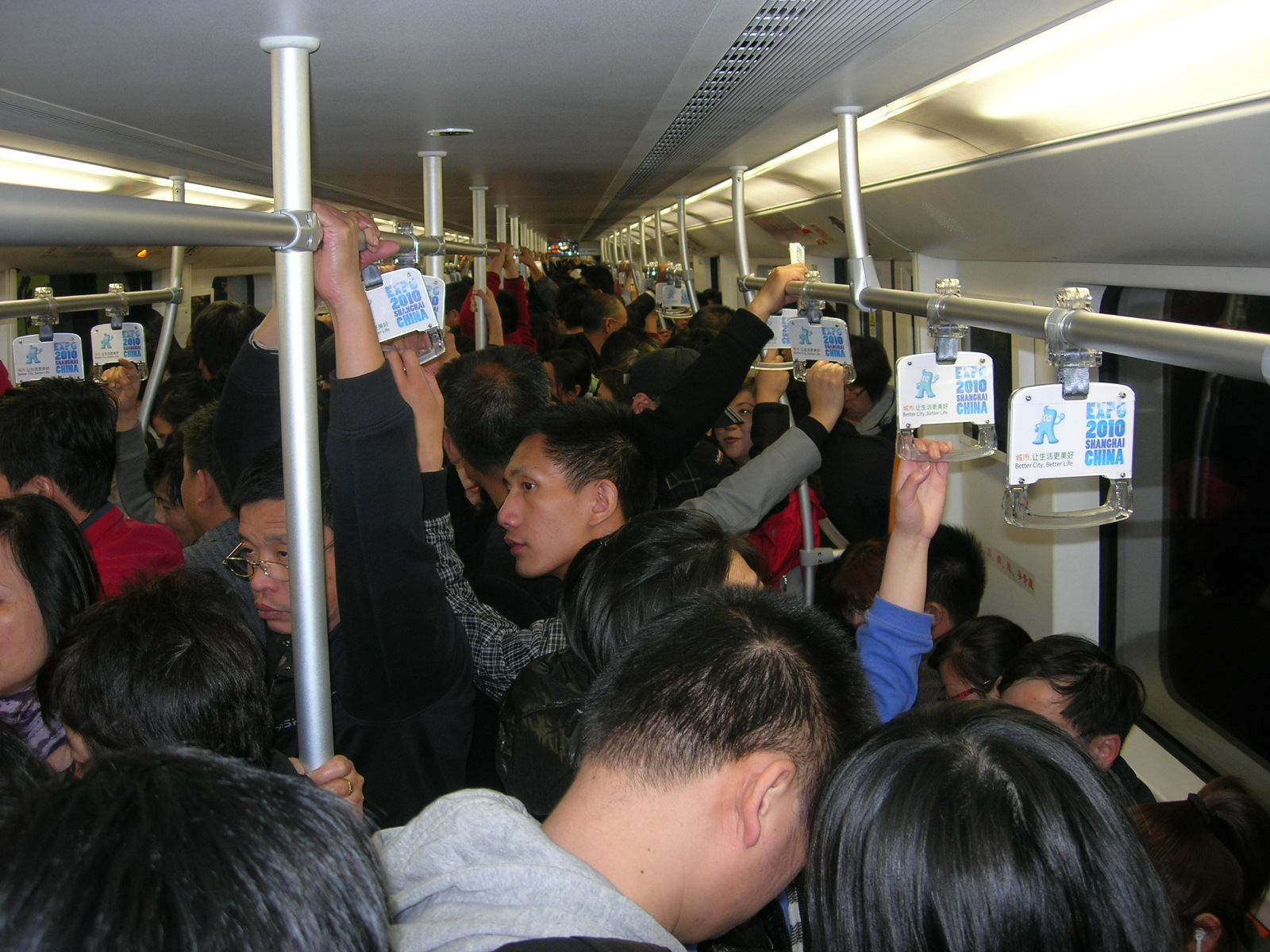
Zsúfolt metrókocsi
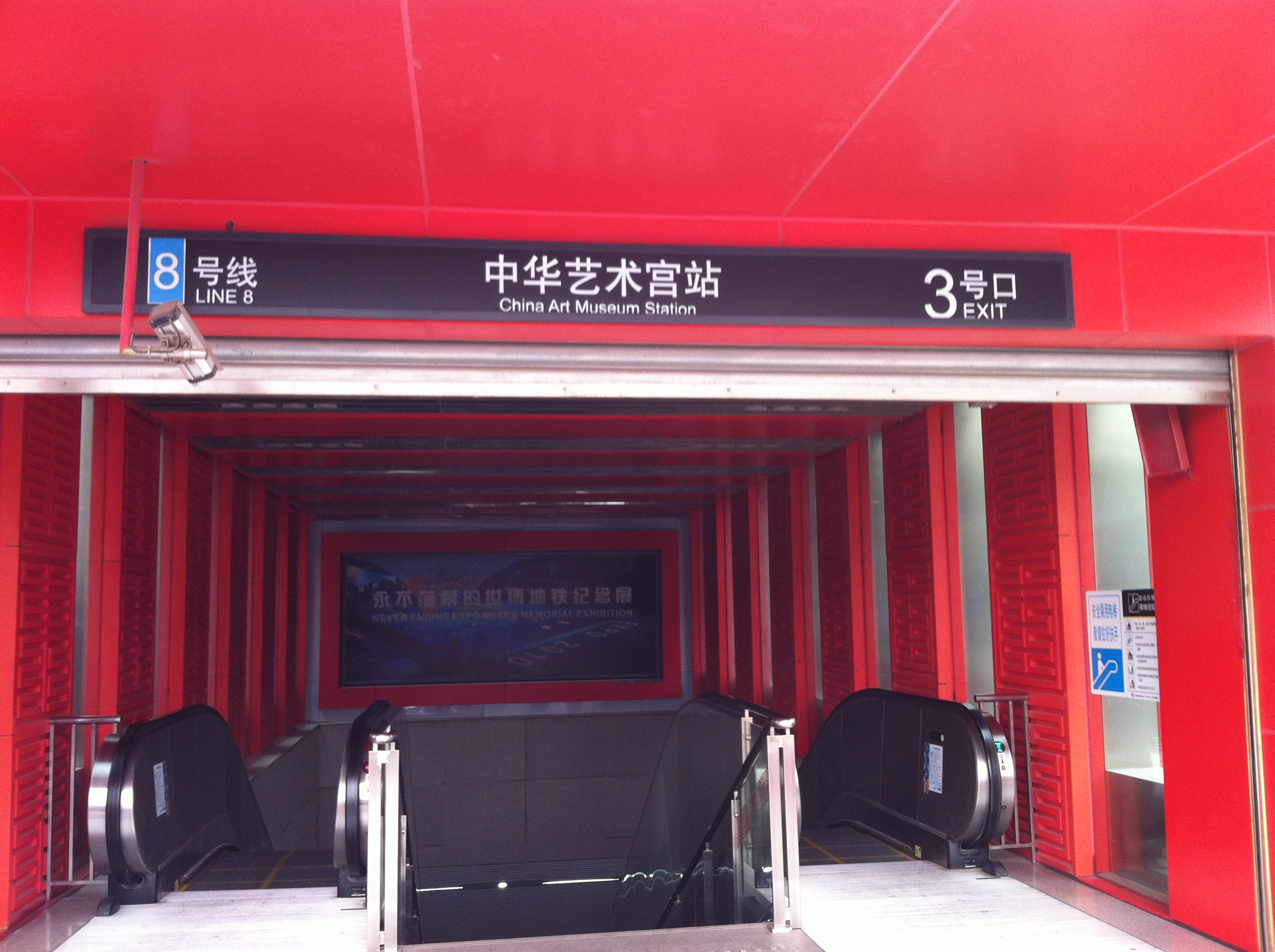
China Art Museum megállói kijárat
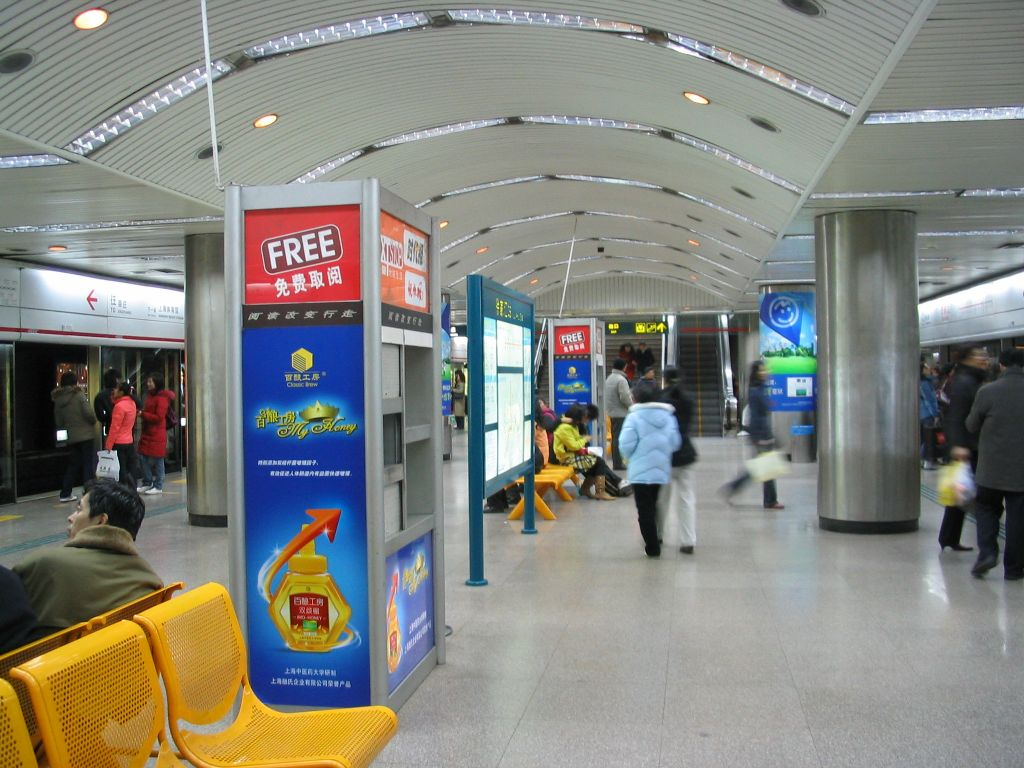
Xujiahui megálló
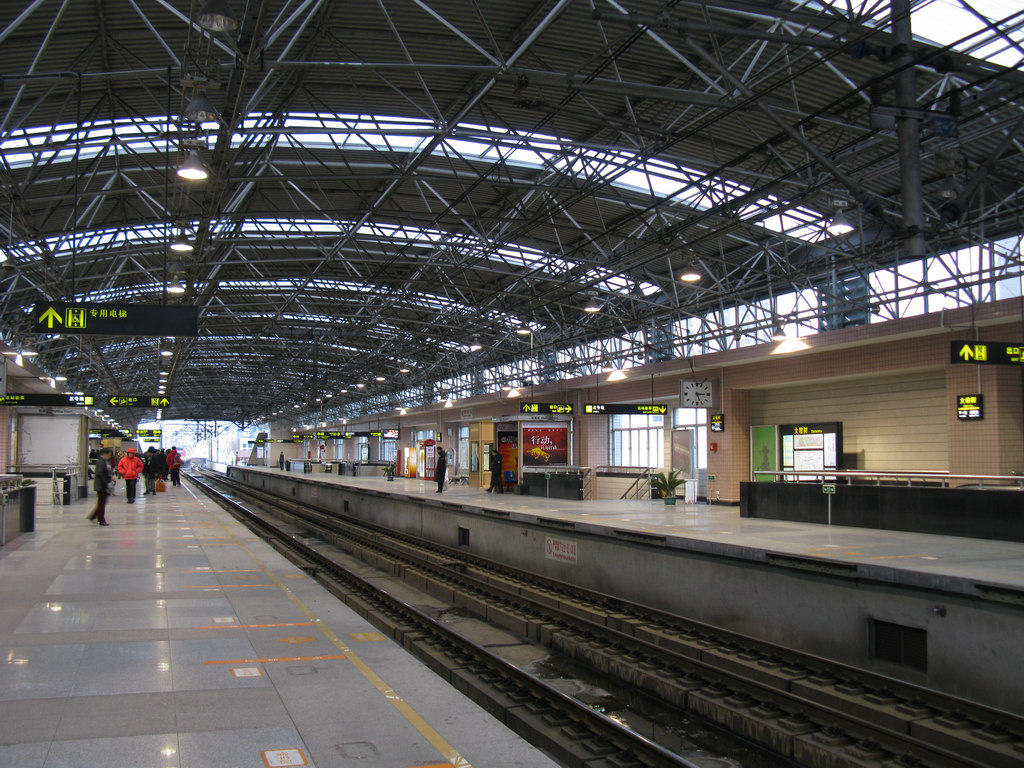
Dabaishu megálló

## Viszonylatok
| Vonal                     | Végállomások (Kerület)                      | Végállomások (Kerület)                 | Üzemelési útszakaszok | Építés                    | Legutóbbi bővítés         | Hossz km                  | Állomások száma           |
| A Sanghaji metró hálózata | A Sanghaji metró hálózata                   | A Sanghaji metró hálózata              | A Sanghaji metró hálózata | A Sanghaji metró hálózata | A Sanghaji metró hálózata | A Sanghaji metró hálózata | A Sanghaji metró hálózata |
| ------------------------- | ------------------------------------------- | -------------------------------------- | --- | ------------------------- | ------------------------- | ------------------------- | ------------------------- |
| 1                         | Fujin Road (Baoshan)                        | Xinzhuang (Minhang)                    | Fujin Road ↔ Xinzhuang Részleges: Shanghai Railway Station ↔ Xinzhuang | 1993                      | 2007                      | 36,4                      | 28                        |

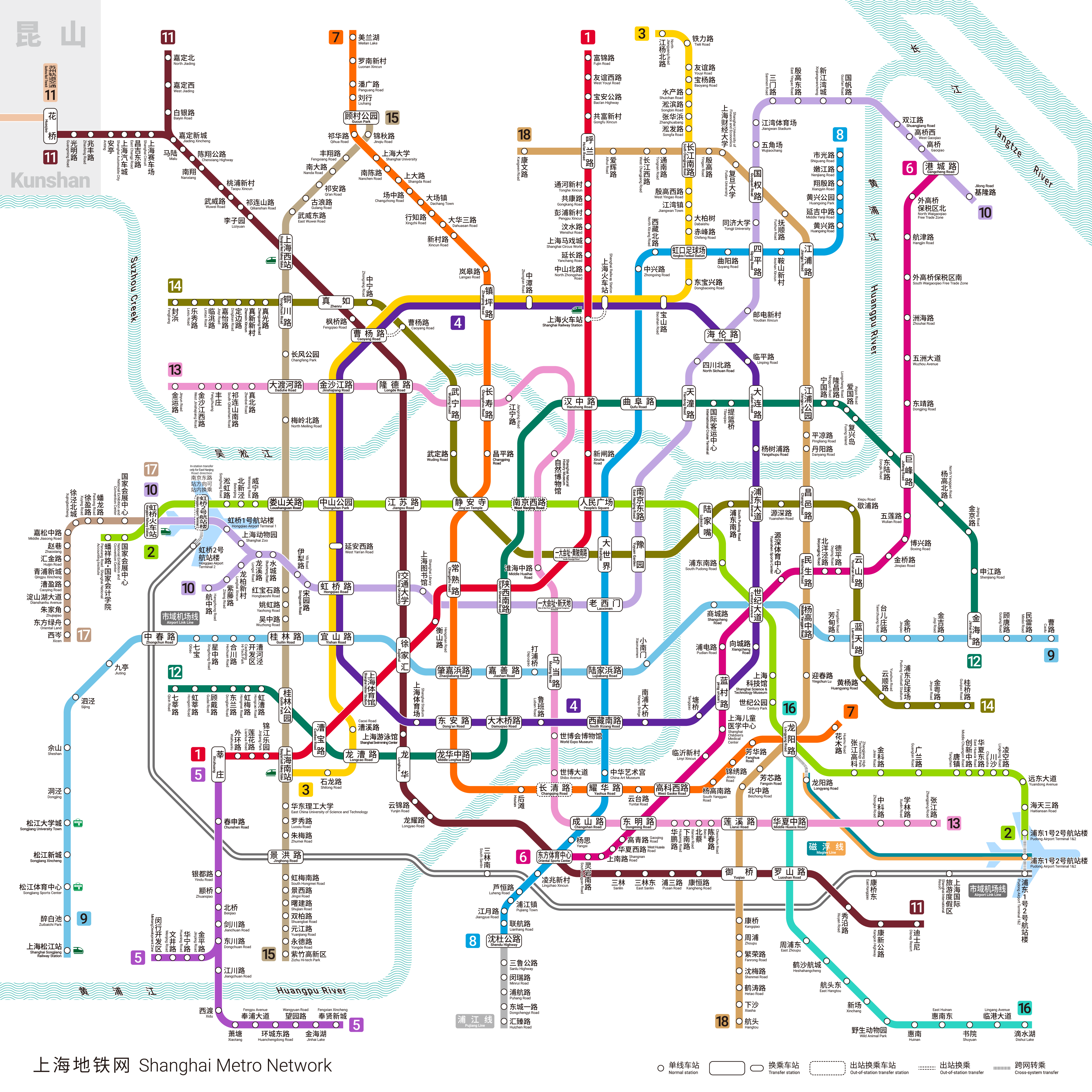
Sanghaji metró

| 2                         | East Xujing (Qingpu)                        | Putung Nemzetközi Repülőtér (Putung)   | Csúcsidőben: East Xujing ↔ Tangzhen Főszakasz: East Xujing ↔ Guanglan Road Részleges: Songhong Road ↔ Longyang Road Külvárosi szakasz: Guanglan Road ↔ Putung Nemzetközi Repülőtér                    | 1999                      | 2010                      | 63,8                      | 30                        |
| 3                         | North Jiangyang Road (Baoshan)              | Shanghai South Railway Station (Xuhui) | North Jiangyang Road ↔ Shanghai South Railway Station Részleges: South Changjiang Road ↔ Shanghai South Railway Station                                                                               | 2000                      | 2006                      | 40,3                      | 29                        |
| 4 Körjárat                | Yishan Road (Xuhui)                         | Yishan Road (Xuhui)                    | Metrógyűrű a város központi kerületei körül. A többletkocsik kivonásakor Yishan Road a végállomás. | 2005                      | 2007                      | 33,7                      | 26                        |
| 5                         | Xinzhuang (Minhang)                         | Minhang Development Zone (Minhang)     | Xinzhuang ↔ Minhang Development Zone | 2003                      | —                         | 17,2                      | 11                        |
| 6                         | Gangcheng Road (Putung)                     | Oriental Sports Center (Putung)        | Gangcheng Road ↔ Oriental Sports Center Részleges: Jufeng Road ↔ Gaoqing Road | 2007                      | 2011                      | 32,3                      | 28                        |
| 7                         | Meilan Lake (Baoshan)                       | Huamu Road (Putung)                    | Meilan Lake ↔ Huamu Road Csúcsidőben: Meilan Lake ↔ Middle Longhua Road Shangda Road ↔ Middle Longhua Road Részleges: Qihua Road ↔ Huamu Road                                                         | 2009                      | 2014                      | 44,2                      | 33                        |
| 8                         | Shiguang Road (Yangpu)                      | Shendu Highway (Minhang)               | Shiguang Road ↔ Shendu Highway Részleges: Middle Yanji Road ↔ Oriental Sports Center | 2007                      | 2012                      | 37,4                      | 30                        |
| 9                         | Songjiang South Railway Station (Songjiang) | Caolu (Putung)                         | Songjiang South Railway Station ↔ Caolu Részleges: Sheshan ↔ Middle Yanggao Road | 2010                      | 2017                      | 77,6                      | 35                        |
| 10                        | Xinjiangwancheng (Yangpu)                   | Hongqiao Railway Station (Minhang)     | Xinjiangwancheng ↔ Hongqiao Railway Station Xinjiangwancheng ↔ Hangzhong Road | 2010                      | 2010                      | 35,4                      | 31                        |
| 10                        | Xinjiangwancheng (Yangpu)                   | Hangzhong Road (Minhang)               | Xinjiangwancheng ↔ Hongqiao Railway Station Xinjiangwancheng ↔ Hangzhong Road | 2010                      | 2010                      | 35,4                      | 31                        |
| 11                        | North Jiading (Jiading)                     | Disney Resort (Putung)                 | Huaqiao ↔ Disney Resort North Jiading ↔ Disney Resort Csúcsidőben: Nanxiang ↔ Sanlin | 2009                      | 2016                      | 82,4                      | 38                        |
| 11                        | Huaqiao (Kunshan, Csiangszu tartomány)      | Disney Resort (Putung)                 | Huaqiao ↔ Disney Resort North Jiading ↔ Disney Resort Csúcsidőben: Nanxiang ↔ Sanlin | 2009                      | 2016                      | 82,4                      | 38                        |
| 12                        | Qixin Road (Minhang)                        | Jinhai Road (Putung)                   | Qixin Road ↔ Jinhai Road Részleges: Hongmei Road ↔ Jufeng Road | 2013                      | 2015                      | 40,4                      | 32                        |
| 13                        | Shibo Avenue (Putung)                       | Jinyun Road (Jiading)                  | Shibo Avenue ↔ Jinyun Road | 2012                      | 2015                      | 22,0                      | 19                        |
| 16                        | Longyang Road (Putung)                      | Dishui Lake (Putung)                   | Longyang Road ↔ Dishui Lake, minden megállóban megáll. Longyang Road ↔ Dishui Lake, expressz vonal, csak ezekben a megállókban áll meg: Longyang Road, Luoshan Road, Xinchang, Huinan és Dishui Lake. | 2013                      | 2014                      | 59                        | 13                        |
| 17                        | Hongqiao Railway Station (Minhang)          | Oriental Land (Qingpu)                 | Hongqiao Railway Station ↔ Oriental Land Részleges: Hongqiao Railway Station ↔ Dianshanhu Avenue | 2017                      | —                         | 35,3                      | 13                        |
| Össz                      | Össz                                        | Össz                                   | Össz | Össz                      | Össz                      | 657,4                     | 396                       |